# Doug Bowser
Doug Bowser (Danville, 28 de agosto de 1965) é um executivo norte-americano que atua desde 2019 como o presidente e diretor de operações da Nintendo of America. Antes disso ocupou diversas posições na Procter & Gamble, Electronic Arts e Nintendo.

## Carreira
Bowser começou sua carreira profissional em 1984 trabalhando na multinacional de bens de consumo Procter & Gamble, ocupando diversas posições diferentes como vendedor e diretor de relações com consumidores. Ele deixou a empresa em abril de 2007 e foi trabalhar na Electronic Arts, trabalhando nos cargos de vice-presidente de planejamento e marketing de vendas, vice-presidente de planejamento de negócios para as Américas e vice-presidente de planejamento global. Bowser juntou-se a Nintendo em maio de 2015, primeiro como vice-presidente de vendas até ser promovido no ano seguinte para vice-presidente sênior de vendas e marketing. Nesta posição ele supervisionou o lançamento do Nintendo Switch na América do Norte.
Bowser sucedeu Reggie Fils-Aimé em abril de 2019 como presidente e diretor de operações da Nintendo of America, depois da mudança ter sido anunciada em fevereiro. O anúncio foi recebido com reações bem humoradas, vindo do fato de seu sobrenome ser o mesmo que Bowser, o principal antagonista da franquia Mario. Dave Lee da BBC chegou a afirmar que a mudança era "um dos casos mais charmosos de determinismo nominativo já visto". A própria Nintendo fez piada com a coincidência de nomes durante sua apresentação Nintendo Direct na Electronic Entertainment Expo de 2019, quando o executivo e o personagem Bowser apareceram juntos em um dos segmentos.